# جوزيف أدو
جوزيف أدو (بالإنجليزية: Joseph Addo) (مواليد 2 نوفمبر 1990 في أكرا، غانا)، هو لاعب كرة قدم غاني في مركز حراسة المرمى. شارك مع منتخب غانا تحت 17 سنة لكرة القدم ومنتخب غانا تحت 20 سنة لكرة القدم. أما مع النوادي، فقد لعب مع نادي هارت أوف ليونز.

## وصلات خارجية
- جوزيف أدو على موقع الاتحاد الدولي (مؤرشف)  (الإنجليزية)
- جوزيف أدو على موقع قاعدة بيانات كرة القدم.إي يو (الإنجليزية)